# Żywokost

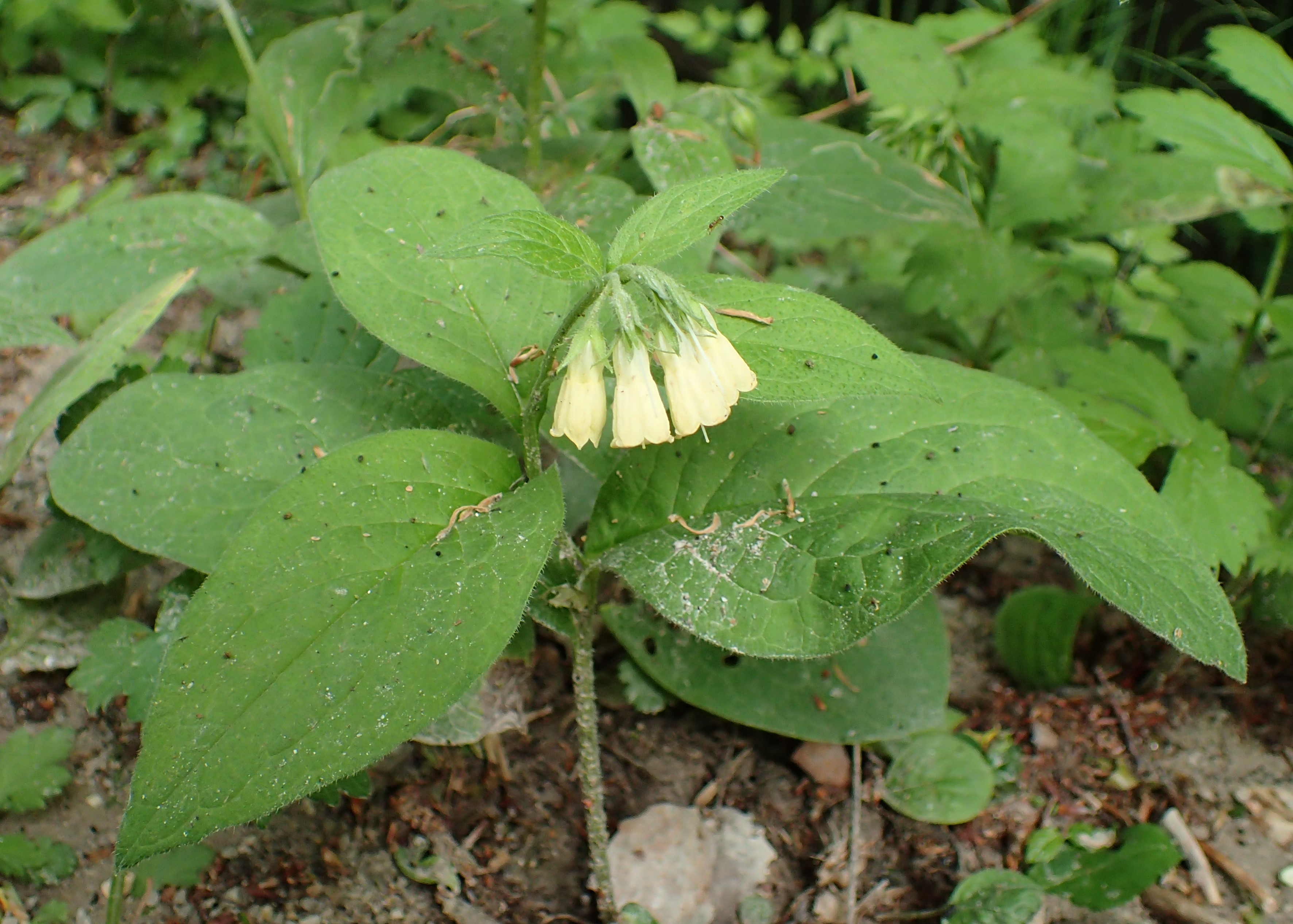
Żywokost bulwiasty

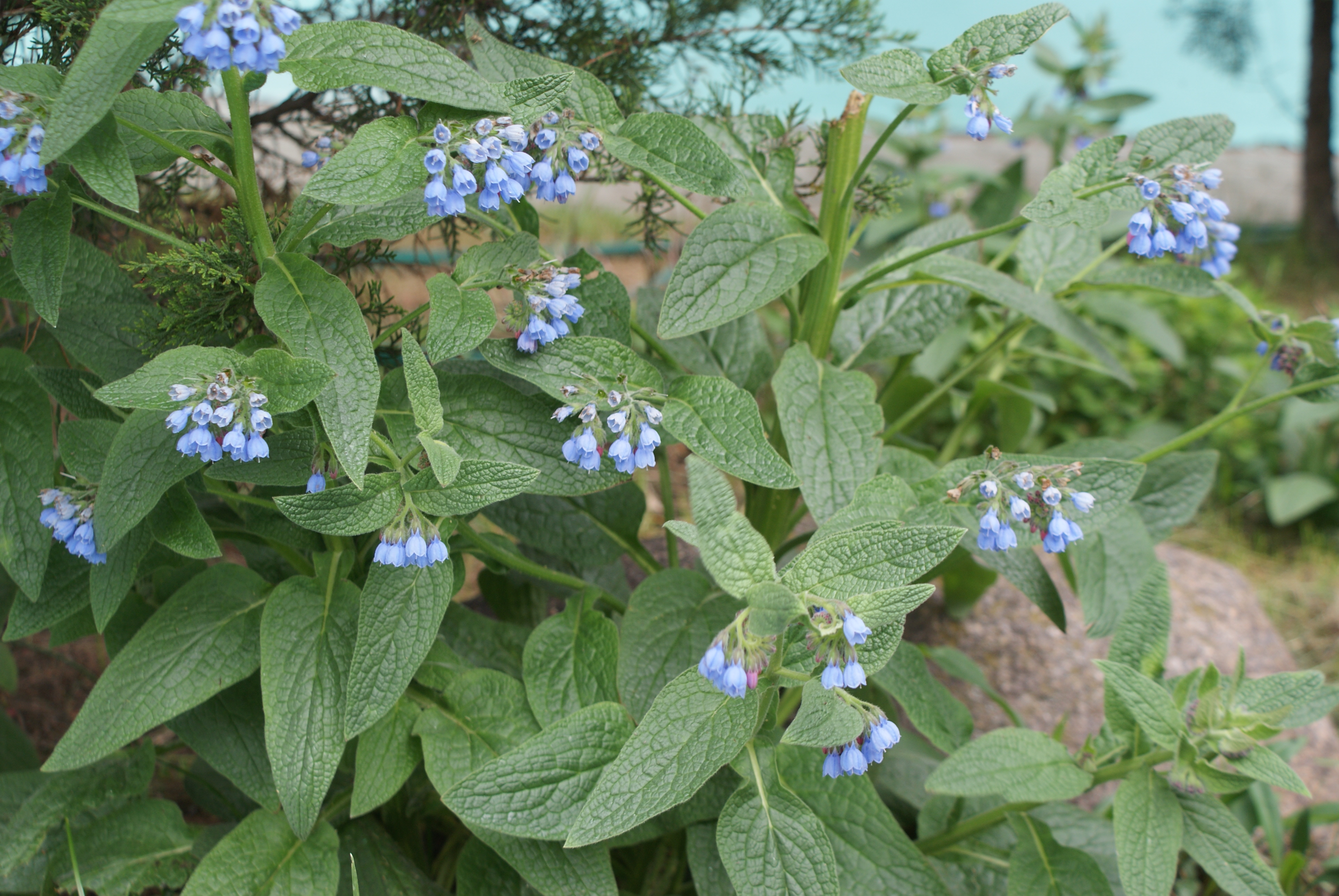
Żywokost uplandzki

Żywokost (Symphytum L.) – rodzaj roślin liczący około 27–35 gatunków. Rośliny te występują w Europie (11 gatunków), w basenie Morza Śródziemnego, regionie Kaukazu i Azji zachodniej (w Turcji 20 gatunków). W Polsce dziko rosną cztery gatunki (żywokost bulwiasty S. tuberosum, czeski S. bohemicum (uznawany też za podgatunek żywokostu lekarskiego), sercowaty S. cordatum i najbardziej rozpowszechniony – żywokost lekarski S. officinale). Poza tym niektóre inne gatunki są uprawiane i przejściowo dziczejące. W środowisku naturalnym rośliny te zasiedlają siedliska wilgotne i leśne, także łąki, murawy i tereny skaliste. Niektóre gatunki stosowane są w ziołolecznictwie, a szereg jest uprawiany jako rośliny ozdobne. W wielu miejscach gatunki wprowadzone do upraw stały się gatunkami inwazyjnymi (np. w Wielkiej Brytanii S. caucasicum i S. × uplandicum).

## Morfologia
PokrójByliny osiągające do 2 m wysokości, o pędach pokrytych szorstkimi włoskami. Korzenie grube.
LiścieSkupione w rozecie przyziemnej i skrętolegle rozmieszczone wzdłuż łodygi. Często o nasadzie zbiegającej wzdłuż łodygi.
Kwiaty5-krotne, zebrane w skrętki na szczycie rozgałęzień łodygi. Działki kielicha zrośnięte tylko u nasady lub co najwyżej do połowy, ich łatki są nierówne, nieznacznie powiększające się w czasie owocowania. Płatki korony zrośnięte w długą rurkę, koloru białego, jasnożółtego, różowego, czerwonego, fioletowego i niebieskiego, często zmieniającego się w czasie kwitnienia i przekwitania. W rurce korony znajdują się lancetowate osklepki. Pręciki równej długości, krótsze od rurki korony, pylniki równowąsko podługowate. Zalążnia górna, czterokomorowa, z pojedynczą, nitkowatą szyjką słupka zwykle wystającą z rurki korony. Znamię główkowate.
OwoceRozłupnie rozpadające się na cztery pomarszczone, rzadko gładkie rozłupki.

## Systematyka
Rodzaj należy do podplemienia Boragininae, plemienia Boragineae, podrodziny Boraginoideae z rodziny ogórecznikowatych Boraginaceae.
Wykaz gatunków
- Symphytum aintabicum Hub.-Mor. & Wickens
- Symphytum anatolicum Boiss.
- Symphytum asperum Lepech. – żywokost szorstki
- Symphytum × bicknellii Buckn.
- Symphytum bornmuelleri Buckn.
- Symphytum brachycalyx Boiss.
- Symphytum bulbosum K.F.Schimp.
- Symphytum carpaticum Yu.M.Frolov
- Symphytum caucasicum M.Bieb. – żywokost kaukaski
- Symphytum circinale Runemark
- Symphytum cordatum Waldst. & Kit. ex Willd. – żywokost sercowaty
- Symphytum creticum (Willd.) Runemark
- Symphytum davisii Wickens
- Symphytum × ferrariense C.Massal.
- Symphytum grandiflorum DC. – żywokost wielkokwiatowy
- Symphytum gussonei F.W.Schultz
- Symphytum hajastanum Gvin.
- Symphytum ibiricum Steven
- Symphytum kurdicum Boiss. & Hausskn.
- Symphytum longisetum Hub.-Mor. & Wickens
- Symphytum × mosquense S.R.Majorov & D.D.Sokoloff
- Symphytum officinale L. – żywokost lekarski
- Symphytum orientale L.
- Symphytum ottomanum Friv.
- Symphytum podcumicum Yu.M.Frolov
- Symphytum pseudobulbosum Azn.
- Symphytum savvalense Kurtto
- Symphytum sylvaticum Boiss.
- Symphytum tauricum Willd.
- Symphytum tuberosum L. – żywokost bulwiasty
- Symphytum × ullepitschii Wettst.
- Symphytum × uplandicum Nyman – żywokost uplandzki
- Symphytum × wettsteinii Sennholz

## Zastosowanie

### Ziołolecznictwo
Żywokost przejściowo wycofano z listy ziół leczniczych jako roślinę posiadającą właściwości niekorzystne dla zdrowia. Po wielu dyskusjach przywrócono go na listę i można nadal stosować go w ziołolecznictwie jako środek do pobudzania wzrostu tkanki kostnej, skórnej i mięśniowej.